# Франкль, Феликс Исидорович
Фе́ликс Исидо́рович Фра́нкль (нем. Felix Frankl, 12 марта 1905, Вена, Австрия — 7 апреля 1961, Нальчик) — австрийский и советский учёный, доктор технических наук (1934), доктор физико-математических наук (1936), член-корреспондент Академии Артиллерийских наук, член Национального комитета СССР по теоретической и прикладной механике, награждён Золотой медалью имени Леонарда Эйлера Академии наук СССР.

## Биография

### Венский период (1905—1929)
Франкль родился в богатой еврейской семье, отец Феликса Франкля владел в окрестностях Вены небольшой фабрикой. От родителей унаследовал коммунистические убеждения. В 1927 году окончил математический факультет Венского университета, получив учёную степень доктора философии (Philosophiæ Doctor) в области математики (эквивалент кандидата физико-математических наук). Был учеником тополога Ханса Хана. Со студенческих лет Франкль принимал активное участие в рабочем движении и в 1928 году вступил в Коммунистическую партию Австрии.
В сентябре 1928 году молодой тополог Франкль принимает участие в работе VIII Международного конгресса математиков — самого влиятельного и массового съезда ведущих математиков мира, который проходил в Болонье. На этом конгрессе Франкль познакомился и подружился с советским топологом П. С. Александровым. В дальнейшем, когда Александров был в Вене в гостях у Франкля, Франкль попросил Александрова содействовать осуществлению его желания переселиться из Вены в Москву. Александров с этой просьбой обратился к О. Ю. Шмидту. Первой реакцией Шмидта было: «У нас своих коммунистов довольно — пусть остаётся в Вене и готовит революцию в Австрии!» Однако в дальнейшем именно Шмидт помог Франклю в 1929 году перебраться в Москву.

### «Коммунистический» период (1929—1931)
В 1929 году под воздействием коммунистических взглядов эмигрировал в СССР. С 1929 по 1931 год работал научным сотрудником Коммунистической академии при ЦИК СССР. При академии функционировало общество математиков-марксистов, членом которого и был Франкль. В этот период он публикует несколько статей по теории размерности в математических журналах в Австрии и в Германии. Поскольку московская математическая среда того времени была практически неидеологизированной, в 1931 году Франкль понял, что попал «не туда».

### «Аэро-гидродинамический» период (1931—1944)
Поняв, что попал «не туда» Франкль переходит на работу в Центральный аэрогидродинамический институт (ЦАГИ). В ЦАГИ — сначала научный сотрудник физико-математического отдела, а затем научный руководитель этого отдела. Франкль был убеждённым коммунистом, и в 1932 году становится членом ВКП(б).
В 1933 году прочитал систематический курс лекций по газовой динамике, который имел большое значение для развитии этой научной области в Советском Союзе. Статьи Франкля 1934—1935 годов инициировали в СССР исследования по сверхзвуковой аэродинамике и теории сжимаемого пограничного слоя.
В 1935 году, работая в ЦАГИ, Франкль ещё считает себя активным топологом и принимает участие в работе Первой Международной конференции по топологии (Москва, 4—10 сентября 1935 года).
Франкль был одним из активных организаторов (вместе с Лойцянским) специального физико-аэродинамического сектора ЦАГИ, который стал на долгое время центром советских теоретических и экспериментальных исследований в области газовой динамики, теории пограничного слоя, турбулентности и тепловых процессов в газовых потоках. Именно в этом секторе была выполнена большая часть работ Франкля в ЦАГИ.

### «Артиллерийский» период (1944—1950)
С 1944 года Франкль работает в Артиллерийской академии имени Ф. Э. Дзержинского заведующий отделом. Несмотря на закрытый характер работы Франкль в эти годы сохраняет высокую, как сказали бы теперь, публикационную активность. В 1950 году за слишком категоричные суждения (критика Сталина на семинаре) подвергнут гонениям, исключён из ВКП(б) и сослан во Фрунзе.

### Ссыльный (фрунзенский) период (1950—1957)
Во Фрунзе в 1950 году Франкль начинает работать заведующим кафедрой теоретической физики в Киргизском государственном педагогическом институте (с 24.05.1951 Киргизский государственный университет (КГУ)). Профессор Франкль, как и все спецпереселенцы, должен был каждый день приходить в спецкомендатуру расписываться. В 1956 году, после XX съезда КПСС Франкль реабилитирован и восстановлен в КПСС (с сохранением партийного стажа с 1932 г.). Менее чем за 8 лет работы в КГУ Франкль подготовил более 20 кандидатов наук.
Жил на улице Ворошилова, д. 17, кв. 4
Вошёл в Первоначальный состав Национального комитета СССР по теоретической и прикладной механике (1956)

### Нальчикский период (1957—1961)
Министерством высшего образования СССР в 1957 году, как общесоюзное средство массовой информации, был основан журнал «Известия высших учебных заведений. Математика» (издание журнала было поручено Казанскому государственному университету, первый номер журнала вышел в декабре 1957 г.). С момента основания по 1960 год Франкль был членом редакционной коллегии этого журнала.
Возглавил созданную кафедру теоретической физики Кабардино-Балкарского университета.
Скоропостижно скончался 7 апреля 1961 года в Нальчике. Похоронен на старом городском кладбище «Затишье».

## Некоторые факты[источникне указан 1904 дня]
- Франкль знал немецкий, латинский, русский, французский, кабардинский, киргизский языки.
- Уравнение трансзвуковых течений

[{\displaystyle k-(y+1)}φx]{\displaystyle }φxx{\displaystyle +}φyy{\displaystyle =0},
где φ — потенциал скорости; {\displaystyle y} — отношение удельных тёплоёмкостей; {\displaystyle k} — параметр трансзвукового подобия,
называется уравнением Кармана — Гудерлея, хотя первым независимый вывод этого уравнения предложил Франкль.
- Франклю довелось дважды участвовать в становлении новых университетов в СССР. Оба раза в качестве заведующего кафедрой теоретической физики.
- Часть книг личной библиотеки Франкля была передана в библиотеку Кабардино-Балкарского государственного университета.

## Труды

### Статьи
Всего Франклем опубликовано более 90 научных работ. Однако, пока ещё (апрель 2011 года) исследователи научного наследия Франкля не располагают не только полным объёмом его трудов, но даже и полным списком опубликованных статей.
1. Felix Frankl. Topologische Beziehungen in sich kompakter Teilmengen euklidischer Räume zu ihren Komplementen sowie Anwendung auf die Primendentheorie. // Wiener Berichte 136, 689—699. 1927.
2. Felix Frankl. Ueber die zusammenhängenden Mengen von hüchstens zweiter Ordnung. // Fundamenta Mathematicae, vol. 11, 1928, pp. 96-104.
3. F. Frankl and L. Pontrjagin. Ein Knotensatz mit Anwendung auf die Dimensionstheorie (недоступная ссылка). // Mathematische Annalen. Volume 102, Number 1. 1930. S. 785—789.
4. Felix Frankl. Charakterisierung der {\displaystyle n-1}-dimensionalen abgeschlossenen Mengen des Rn (недоступная ссылка). // Mathematische Annalen. Volume 103, Number 1. 1930. S. 784—787.
5. Frankl F. Zur Primendentheorie. [К теории простых концов] // Математический сборник. 38:3-4. 1931. С. 66-69.
6. F. Frankl. Zur Topologie des dreidimensionalen Raumes (недоступная ссылка). // Monatshefte für Mathematik und Physik. 38 (1931), 357—364.
7. Франкль Ф. О плоскопараллельных воздушных течениях через каналы при околозвучных скоростях. // Математический сборник. 40:1. 1933. 59-72.
8. Келдыш М., Франкль Ф. Внешняя задача Неймана для нелинейных эллиптических уравнений с приложением к теории крыла в сжимаемом газе. // Известия Академии наук СССР. VII серия. Отделение математических и естественных наук. 1934. № 4. С. 561—601. В кн.: Франклъ Ф. И. Избранные труды по газовой динамике. М.: Наука, 1973, с. 15—51.
9. Франкль Ф., Алексеева Р. Две краевых задачи из теории гиперболических уравнений в частных производных с приложением к сверхзвуковым газовым течениям. // Математический сборник. Т. 41, № 3. 1934. С. 483—502.
10. Франкль Ф. И. Сверхзвуковые течения осевой симметрии. // Известия Артиллерийской академии РККА, Ленинград, № 1. 1934.
11. Франкль Ф. И. Вихревое движение и обтекание тел в плоскопараллельном течении сверхзвуковой скорости. / «Реактивное движение». М. 1935. С. 82—92.
12. Келдыш М., Франкль Ф. Внешняя задача Неймана для нелинейных уравнений эллиптического типа и приложение к теории крыла в сжимаемом газе. // Технические заметки ЦАГИ, № 45. М., ЦАГИ. 1935. С. 22—28. (Сборник общетеоретической группы ЦАГИ; Вып. 1).
13. Франкль Ф. И. (в соавторстве) К задаче внутренней баллистики. 1935. ДСП.
14. Франкль Ф. И., Кибель И. А. // Сборник общетеоретической группы ЦАГИ. Ч. II. 1935.
15. Келдыш М., Франкль Ф. К теории винта проф. Н. Е. Жуковского. / Технические заметки ЦАГИ, № 45. М., ЦАГИ. 1935. С. 44—47. (Сборник общетеоретической группы ЦАГИ; Вып. 1); В кн.: Тр. III Всесоюзной конференции по аэро-динамике; 23—27 декабря 1933. М., ЦАГИ. 1935. Ч. 2. С. 69—71.
16. Келдыш М., Франкль Ф. Строгое обоснование теории винта Жуковского. // Математический сборник. 42:2. 1935. С. 241—273.
17. Франкль Ф. И. Теплопередача в турбулентном пограничном слое при больших скоростях в сжимаемом газе. // Труды Центрального аэро-гндродинамического института им. проф. Н. Е. Жуковского. Выпуск 240. Сборник общетеоретической группы ЦАГИ. Ч. III. Москва, Издание центрального аэро-гидродинамического института им. проф. Н. Е. Жуковского. 1935. С. 18—22. [Доложено 2 апреля 1935 г.]
18. Франкль Ф. И.,. Войшиль В. В. Трение в турбулентном пограничном слое при больших скоростях в сжимаемом газе. // Труды Центрального аэро-гндродинамического института им. проф. Н. Е. Жуковского. Выпуск 240. Сборник общетеоретической группы ЦАГИ. Ч. III. Москва, Издание центрального аэро-гидродинамического института им. проф. Н. Е. Жуковского.1935. C. 23—27. [Доложено 8 октября 1934, печатается с некоторыми изменениями и дополнениями.]
19. Франкль Ф. И. Поправка к статьям «Теплопередача в турбулентном пограничном слое при больших скоростях в сжимаемом газе» и «Трение в турбулентном пограничном слое при больших скоростях в сжимаемом газе». 26/XII 1935 г. // Труды Центрального аэро-гндродинамического института им. проф. Н. Е. Жуковского. Выпуск 240. Сборник общетеоретической группы ЦАГИ. Ч. III. Москва, Издание центрального аэро-гидродинамического института им. проф. Н. Е. Жуковского.1935. С. 53.
20. Франкль Ф. И. О задаче Коши для линейных и нелинейных уравнений в частных производных второго порядка гиперболического типа. // Математический сборник. 2(44):5. 1937. С. 793—814.
21. Франкль Ф. И., Войшель В. В. Трение в турбулентном пограничном слое около пластинки в плоскопараллельном потоке сжимаемого газа при больших скоростях. 20 стр., 6 черт. // Труды Центрального аэрогидродинамического института им. проф. Н. Е. Жуковского, Выпуск 321, Изд. института М. 1937. ц. 75 коп., тираж 1000.
22. Франкль Ф. И., Христианович С. А. Письмо в редакцию [по поводу статьи группы авторов "О статье Н. П. Кастерина «Обобщение основных уравнений аэродинамики и электродинамики»]. // Известия Академии наук СССР. Отделение математики и естественных наук. Серия физическая. 1938. Т. 3, N 4. С. 575—576.
23. Франкль Ф. И., Христианович С. А. О работе О. Е. Власова «Взрывные волны». // Прикладная математика и механика. 1939. Т. 3, вып. 3. С. 165—168.
24. Франкль Ф. И. Об одной грубой математической ошибке, широко распространённой в аэродинамической литературе, и её исправлении. // Техника воздушного флота. 1939. № 7/8.
25. Франкль Ф. И. О задаче Коши для уравнений смешанного эллиптико-гиперболичесного типа с начальными данными на переходной линии. // Известия АН СССР. Серия математическая. 8:5. 1944. С. 195—224.
26. Франкль Ф. И. К теории сопел Лаваля. // Известия АН СССР. Серия математическая. 9:5 1945. С. 387—422.
27. Франкль Ф. И. О задачах C. A. Чаплыгина для смешанных до- и сверхзвуковых течений. // Известия АН СССР. Серия математическая. 9, 2 (?). 1945. — С. 121—142.
28. Франкль Ф. И. К вопросу о единственности решения задачи обтекания клина сверхзвуковым потоком/ // Прикладная математика и механика. 10. 1946. С 421—424.
29. Франкль Ф. И. К теории уравнения…. (Представлено академиком И. М. Виноградовым) // Известия АН СССР. Серия математическая. 10:2. 1946. С. 135—166.
30. Франкль Ф. К топологии трёхмерного пространства. // Математический сборник. 18(60):2. 1946. С. 299—304.
31. Франкль Ф. И. Исследование по теории крыла бесконечного размаха, движущегося со скоростью звука. // Доклады Академии наук СССР. Т. 57 (?). 1947. С. 661—664.
32. Франкль Ф. И. Истечение сверхзвуковой струи из сосуда с плоскими стенками. // Доклады Академии наук СССР. 1947.
33. Франкль Ф. И. К образованию скачков уплотнения в дозвуковых течениях с местными сверхзвуковыми скоростями. // Прикладная математика и механика. 11. 1947. С. 199—202.
34. Франкль Ф. И. Об одном семействе частных решений уравнении Дарбу — Трикоми. // Доклады Академии наук СССР. Т. 56, № 7. С. 683—686. 1947.
35. Келдыш М. В., Франкль Ф. И. Письмо в редакцию: [По вопросу о приоритете М. В. Келдыша и Ф. И. Франкля в доказательстве теоремы Жуковского в газах]. // Вестн. АН СССР. 1947. № 1. С. 167.
36. Франкль Ф. И., Карпович Е. А. Сопротивление стреловидного крыла при сверхзвуковых скоростях. // Прикладная математика и механика. Т. XI, вып. 4. 1947.
37. Франкль Ф. И. Гидродинамические работы Эйлера. // Успехи математических наук. 5:4(38) (1950), 170—175.
38. Франкль Ф. И. О приоритете Эйлера… // Доклады Академии наук СССР. Т. 70. 1950.
39. Франкль Ф. И. Два газодинамических приложения краевой задачи Лаврентьева-Бицадзе. // Вестник МГУ. Серия математика, механика, астрономия. 6, II. I951. С. 3-7.
40. Франкль Ф. И. О работах Жуковского, связанных с проблемой волнового сопротивления при сверхзвуковых скоростях. Вестник МГУ. 1951. № 3.
41. Франкль Ф. И. О работах русских математиков 19-го века по теории характеристик уравнений в частных производных. // Успехи математических наук. 1951.
42. Франкль Ф. И. Об одной краевой задаче для уравнения… . Учёные записки МГУ. 152, механика, 3. 1951. С. 99—116.
43. Франкль Ф. И. Об одном классе решений газодинамических уравнений С. А. Чаплыгина. // Учёные записки МГУ. 154, механика, 4. С. 287—310. 1951 (?).
44. Франкль Ф. И. К теории движения взвешенных наносов. // Доклады Академии наук СССР. Т. XCII, № 2. 1953. (Франкль Ф. И. Избранные труды по газовой динамике.— М., 1973.—С. 669—687.)
45. Франкль Ф. И. О движении песчаных волн. // Доклады Академии наук СССР. 1953.
46. Франкль Ф. И. Об исследованиях Эйлера в области теории уравнений в частных производных. // Успехи математических наук. 1954.
47. Франкль Ф. И. К теории движения жидкости со взвешенными частицами. Доклады Академии наук СССР. 1955. 102, 5. С. 901—906.
48. Франкль Ф. И. Опыт полуэмпирической теории движения взвешенных наносов в неравномерном потоке. // Доклады Академии наук СССР. 1955.
49. Франкль Ф. И. О корректности постановки задачи Коши и о свойствах гармонических координат в общей теории относительности. // Успехи математических наук. 1956, 11:3(69). Стр. 189—196.
50. Франкль Ф. И. Обтекание профилей потоком дозвуковой скорости со сверхзвуковой зоной, оканчивающейся прямым скачком уплотнения. // Прикладная математика и механика. 20. С.196-202. 1956.
51. Франкль Ф. И. Об одной новой задаче теории околозвуковых течений. // Успехи математических наук. 12:1(73). 1957. С. 245.
52. Франкль Ф. И. Обтекание профилей с зоной местных, сверхзвуковых скоростей, оканчивающейся искривлённым скачком уплотнения. // Прикладная математика и механика. 21. 1957. С. 141—142.
53. Франкль Ф. И. Об исследованиях Л. Эйлера в области теории уравнений в частных производных. Комментарии переводчика к книге: Эйлер, Леонард. Интегральное исчисление: пер. с латин. Т. III / Л. Эйлер; пер., авт. коммент. Ф. И. Франкль. — М. : ФИЗМАТГИЗ, 1958. С. 419—437.
54. Франкль Ф. И. О работе Л. Эйлера «О вариационном исчислении». Комментарии переводчика к книге: Эйлер, Леонард. Интегральное исчисление: пер. с латин. Т. III / Л. Эйлер; пер., авт. коммент. Ф. И. Франкль. — М. : ФИЗМАТГИЗ, 1958. С. 438—442.
55. Франкль Ф. И. К работе «Изложение некоторых особых случаев интегрирования дифференциальных уравнений». Комментарии переводчика к книге: Эйлер, Леонард. Интегральное исчисление: пер. с латин. Т. III / Л. Эйлер; пер., авт. коммент. Ф. И. Франкль. — М. : ФИЗМАТГИЗ, 1958. С. 444—445.
56. Франкль Ф. И., Арынов А. А. Истечение фотонного газа из сосуда через сопло Ланаля. Учёные записки Кабардино-Балкарского государственного университета. Выпуск 3. 1959.
57. Франкль Ф. И. Новый пример плоскопараллельного околозвукового течения с прямым скачком уплотнения, оканчивающимся внутри течения. // Известия вузов. Математика. 1959. № 2, С. 244—246.
58. Франкль Ф. И. О прямой задаче теории сопла Лаваля. // Учёные записки Кабардино-Балкарского университета, вып. 3. 1959. С. 35-61.
59. Франкль Ф. И. Теорема единственности решения одной краевой задачи для уравнения… . // Известия вузов. Математика. 1959. № 1. С. 212—217.
60. Франкль Ф. И. Теорема существования слабого решения прямой задачи теории плоскопараллельного сопла Лаваля в первом приближении. // Известия вузов. Математика. 1959, № 6. С. 192—201.
61. Франкль Ф. И. Исследование задачи Коши и постановка одной краевой задачи для системы уравнений установившихся плоско-параллельных течений вязкого теплопроводящего газа. // Успехи математических наук. 15:4(94). 1960. С. 173—176.
62. Франкль Ф. И. К вопросу о существовании «слабо» устойчивых стационарных околозвуковых течений со скачками, близких к неустойчивым непрерывным течениям. (Постановка задачи). // Успехи математических наук. 15:6(96) (1960), 163—168.
63. Франкль Ф. И. Некоторые вопросы существования и единственности теории околозвуковых течений. // Известия вузов. Математика. 1960, № 5, 186—189.
64. Франкль Ф. И. О системе уравнений движения взвешенных потоков. / Сборник «Исследование максимального стока, волнового воздействия и движения наносов». АН СССР. 1960. С. 85—91.
65. Франкль Ф. И., Гутман Л. Н. Термогидродинамическая модель боры. // Доклады АН СССР. Т. 130, № 3. 1960.
66. Франкль Ф. И. Исследования в области околозвуковых течений. // Инженерный журнал, вып. 1, 1961.
67. Франкль Ф. И. Обобщение задачи Трикоми и его применение к решению прямой задачи теории сопла Лаваля. // Математический сборник. Т. 54, 96, 2. 1961. С. 225—236.
68. Франкль Ф. И., Гутман Л. Стационарная задача о движении холодного слоя воздуха над пересечённой местностью. // Доклады АН СССР. Т. 141. № 1. 1961.
69. Франкль Ф. И., Гутман Л. Н. Уравнения стационарного движения холодного воздуха над пересечённой местностью. // Учёные записки Кабардино-Балкарского государственного университета. Серия физико-математическая. Выпуск 13. 1961.

### Диссертации, монографии, сборники трудов, учебники
1. Felix Frankl. Zur Primendentheorie. Wien, Universität, 1927. Dissertation. 25 Bl. Verbund-ID-Nr. AC06513142. [Verfasserangabe: Felix Frankel, К теории простых концов (Диссертация)]
2. Hans Hahn (Mathematiker), Felix Frankl (Bearbeiter). Vorlesungen uber analytische Geometrie. Wien, Allgemeiner Mathematiker und Physiker-Verein. 1928. 241 Bl. Verbund-ID-Nr. AC03033087. [Лекции по аналитической геометрии].
3. Франкль Ф. И., Христианович С. Α., Алексеева Р. Н. Основы газов й динамики. 111 стр., 70 фиг. Труды Центрального аэро-гидродинамического института им. проф. Η. Ε. Жуковского, Выпуск 364, Издание института. М. 1938., тираж 1500.
4. Франкль Ф. И., Карпович Е. А. Газодинамика тонких тел. М.-Л. Государственное издательство технико-теоретической литературы. 1948. 176 с. [Серия Современные проблемы механики].
5. Франкль Ф. И. Курс аэродинамики в применении к артиллерийским снарядам / Ф. И. Франкль, А. А. Ильина, Е. А. Карпович; ред. Л. И. Седов ; Воен. арт. акад. им. Дзержинского. [Б. м. : б. и.], 1952. 684 с.
6. Франкль Ф. И. Сухомлинов Г. А. Введение в механику деформируемых тел. Фрунзе, 1954. 204 с.
7. Франкль Ф. И. Избранные труды по газовой динамике / Ф. И. Франкль; ред. Г. И. Майкапар. М., Наука. Гл. ред. физ.-мат. лит. 1973. 711 с.

### Переводы
1. Интегральное исчисление: пер. с латин. Т. III / Л. Эйлер; пер., авт. коммент. Ф. И. Франкль. — М. : ФИЗМАТГИЗ, 1958. — 447 с.

## Ученики[источникне указан 1904 дня]
1. Абдылдаев Абдыкалы (аспирант Франкля, Киргизский государственный университет)
2. Айтмурзаев Т. А. (аспирант Франкля, Киргизский государственный университет)
3. Амиров Анатолий Донович (Кыргызский государственный национальный университет)[5].
4. Аркабаев Н. А. (Киргизский государственный университет)
5. Арынов Асанбай (Кыргызский государственный национальный университет)[5].
6. Бийбосунов И. Б. (аспирант Франкля, доктор физико-математических наук, Киргизский государственный университет)
7. Вакалов Иван Александрович (Кабардино-Балкарский государственный университет)[5].
8. Виленчик
9. Гонов Султан Жумальдинович (Кабардино-Балкарский государственный университет)[5]
10. Гутман Лев Николаевич (1923—2001, доктор физико-математических наук, Высокогорный геофизический институт (Нальчик) — ВЦ Сибирского отделения АН СССР (Новосибирск) — Институт Негева (Институт исследования пустыни) им. Яакоба Блаустайна (Сде-Бокер, Израиль))[5]
11. Дикинов Хасанби Жамбекович (дипломник Франкля, доктор физико-математических наук, Кабардино-Балкарский государственный университет)
12. Дуйшеев Е. (Кыргызский государственный национальный университет)[5]
13. Ефимов З. Ф. (аспирант Франкля, кандидат физико-математических наук, Киргизский государственный университет)
14. Джаныбеков Ч. Ж. (Кыргызский государственный национальный университет)[5]
15. Жекамухов Мусаби Касович (доктор физико-математических наук, Кабардино-Балкарский государственный университет, лауреат премии Всемирного метеорологического общества (ВМО))[5].
16. Келдыш Мстислав Всеволодович (1911—1978, аспирант Франкля, академик АН СССР, президент АН СССР, трижды Герой Социалистического Труда, кавалер 7-и орденов Ленина)
17. Керимгазиев Э. К. (Киргизский государственный университет)
18. Ланин Иван Никитич (Кабардино-Балкарский государственный университет)[5]
19. Нахушев Адам Маремович (доктор физико-математических наук, Кабардино-Балкарский государственный университет)[5].
20. Петров Георгий Иванович (1912—1987, академик АН СССР, первый директор Института космических исследований АН СССР, лауреат Сталинской премии, Герой Социалистического Труда, кавалер 3-х орденов Ленина)
21. Рахматулин Халил Ахмедович (1909—1988, (МГУ), академик АН Узбекской ССР, Герой Социалистического Труда, лауреат Сталинской премии, кавалер 4-х орденов Ленина, лауреат Государственной премии СССР, дважды лауреат премии Совета министров СССР, лауреат Премии имени М. В. Ломоносова)
22. Усубакунов Р. У. (Киргизский государственный университет)
23. Халкечев Владимир Абдул-Керимович
24. Хатукаева Жансурат Муратовна.
25. Цагова Лидия Зульевна (Кабардино-Балкарский государственный университет)
26. Чернов А. И. (Кыргызский государственный национальный университет)[5]
27. Чаадаева К. Ч. (Кыргызский государственный национальный университет)[5]

## Высказывания о Франкле
- Баренблатт Г. И. и Рыжов О. С.: «Выпущенные в свет в 1938 году „Основы газовой динамики“ (Ф. И. Франкль, С. А. Христианович, Р. Н. Алексеева) сыграли выдающуюся роль в распространении новых идей в Советском Союзе».
- Ярков А. П. о реабилитации Франкля: «Убеждённый коммунист радовался как ребёнок своей реабилитации в партии после XX съезда КПСС».[источник не указан 1904 дня]
- Peter Weibel: «Феликс Франкль иммигрировал в Советский Союз в 1929 году, где он сначала сотрудничал с Львом С. Понтрягиным в топологии (статья, написанная ими в соавторстве, вышла в 1930 году в Mathematische Annalen (Математическая летопись)). Позже его интересы переместились к тем частным дифференциальным уравнениям, которые важны для аэродинамики больших скоростей. Это — дифференциальные уравнения смешанного эллиптически-гиперболического типа, определяющие переход в аэродинамике между околозвуковыми и сверхзвуковыми скоростями. Его результаты нашли признание в Западной научной литературе, и некоторые типы проблем были известны под его именем с конца 1960-х годов. Последняя работа Франкля, о которой я знаю, была написана в 1951 году. Таким образом, он пережил 1930-е и 1940-е годы в Советском Союзе, в отличие от некоторых других учёных из зарубежных стран»[6].

## Степени, звания, награды
- Доктор философии (Philosophiæ Doctor) в области математики (Венский университет, 1927) — эквивалент кандидата физико-математических наук.
- Доктор технических наук (1934).
- Доктор физико-математических наук (1936).
- Член-корреспондент (с момента учреждения, 1946) Академии Артиллерийских наук (в настоящее время: Российская академия ракетных и артиллерийских наук (РАРАН)).
- Член (с момента учреждения, 1956) Национального комитета СССР по теоретической и прикладной механике.
- Золотая медаль имени Леонарда Эйлера Академии наук СССР за выдающиеся результаты в области математики и физики (1957).

## Названия с именем Франкля[источникне указан 1904 дня]
- «Аргумент Франкля» (1947) — предположения, лёгшие в основу выполненного впоследствии в США доказательства теоремы о единственности решения обобщённой задачи Трикоми для уравнений типа уравнения Чаплыгина.
- «Гипотеза Буземанна—Гудерлея—Франкля» — гладкое околозвуковое течение вокруг произвольного профиля невозможно (может считаться доказанной).
- «Задача Трикоми — Франкля».
- «Задача Франкля» для уравнения Чаплыгина.
- «Задачи Франкля» для уравнений смешанного типа.
- «Модель Франкля» — сверхзвуковая область ограничена звуковой линией, пересекаемой слабым скачком.
- «Метод Франкля».
- «Неравенства Франкля» — описывают существование непрерывности течения сопле.
- «Обобщённая задача Франкля».
- «Проблема Франкля» — проблема единственности решения, описывающего течение в сопле Лаваля.
- «Сопло Франкля — Лаваля» (1945) — Сопло Лаваля, реализующее бесскачковое течение.
- «Теорема Келдыша — Франкля».
- «Ударные задачи Франкля» (1956, 1957) — обратные задачи об обтекании заранее неизвестных профилей при наличии местной сверхзвуковой зоны, замыкающейся прямым (1956) или непрямым (1957) скачком уплотнения.
- «Франклевское обобщение» (задачи с наклонной производной).